# George LeMieux
George LeMieux, né le 21 mai 1969 à Fort Lauderdale (Floride), est un homme politique américain, membre du Parti républicain et sénateur des États-Unis pour la Floride de 2009 à 2011.

## Biographie
Avocat de métier passé par l'université Emory et l'université de Georgetown, il devient chef de cabinet de Charlie Crist en 2003, alors procureur général d'État. Il dirige sa campagne pour le poste de gouverneur de Floride en 2006. En 2008, il quitte l'administration publique et retourne dans le privé.
Le 9 septembre 2009, Charlie Crist le nomme sénateur en sa qualité de gouverneur afin de remplacer le démissionnaire Mel Martínez. Marco Rubio lui succède à la suite des élections de 2010, auxquelles il ne se présente pas mais qui voient Charlie Crist concourir en tant qu'indépendant.
George LeMieux est candidat à l'investiture républicaine pour l'élection sénatoriale de 2012 visant à renouveler le mandat du siège détenu par le démocrate Bill Nelson. Il peine cependant à réunir des fonds pour mener campagne et retire sa candidature en juin 2012.